# Ton Sirera
Ton Sirera (1911 - 1975) fue un fotógrafo español, afincado en Cataluña, cuyo trabajo creativo se realizó sobre todo en el campo del arte abstracto en fotografía.
Nació en Barcelona y estudió odontología, después se trasladó a vivir a Lérida donde transcurrió la mayor parte de su vida. Su trabajo se centra en la naturaleza y se puede considerar un creador fotográfico atípico por el enfoque independiente de su obra. Desde antes de 1936 se dedicó a emplear la fotografía con espíritu vanguardista y tras la guerra civil española creó con su hermano Jordi un archivo especializado en documentos de la naturaleza, la botánica y la fotografía aérea con el nombre de Sirera-Jené.
Se puede considerar un pionero en el uso artístico de la macrofotografía a mitad del siglo XX, exponiendo sus obras, dotadas de un contenido abstracto, en la sala Aixelà de Barcelona en 1960, esta exposición fue muy bien valorada por críticos como Alexandre Cirici. Los primeros planos ampliados de líquenes  y otros cultivos se encuentran entre las primeras fotografías abstractas realizadas en España a partir de temas reales.
También realizó diferentes películas vanguardistas y colaboró con el escritor Josep Vallverdú en la realización de una serie de monografías dedicadas a los ríos leridanos y a una visión de Cataluña.
El premio Ton Sirera otorgado por el Institut d’Estudis Ilerdencs dependiente de la diputación de Lérida trata de ser un homenaje a su aportación cultural.
En el año 2000 se realizó una exposición antológica de su trabajo en el Centro de estudios catalanes de París.